# Can't Fight Fate
Can't Fight Fate è il secondo album in studio della cantante statunitense Taylor Dayne, pubblicato nel 1989.

## Tracce
1. With Every Beat of My Heart (T. Faragher, Lotti Golden, A. Baker) – 4:22
2. I'll Be Your Shelter (D. Warren) – 4:45
3. Love Will Lead You Back (D. Warren) – 4:39
4. Heart of Stone (E. Wolff, G.Tripp) – 4:19
5. You Can't Fight Fate (D. Warren) – 4:42
6. Up All Night (S. Peiken, S. Rimland, K. Keating) – 4:07
7. I Know the Feeling (M. Hamlisch, A. Bergman, M. Bergman) – 4:48
8. Wait for Me (A. Armato, R. Neigher) – 3:42
9. You Meant the World to Me (T. Dayne, R. Wake) – 4:09
10. Ain't No Good (T. Dayne, T. Byrnes, R. Wake) – 4:04